# Deltistes
Genre
Deltistes est un genre de poissons téléostéens de la famille des Catostomidae et de l'ordre des Cypriniformes. Il ne compte actuellement qu'une seule espèce vivante, Deltistes luxatus, qui se rencontre en Californie et en Oregon. Deux autres espèces éteintes sont connues notamment par un fossile de la Formation Glenns Ferry (en), en Idaho. 

## Liste des espèces
Selon FishBase (13 juillet 2015):
- Deltistes luxatus (Cope, 1879) - Classé "en danger d'extinction" sur la liste rouge IUCN[3]

Espèces éteintes :
- Deltistes Owyhee Miller, 1967 †
- Deltistes ellipticus Miller, 1967 †

## Galerie

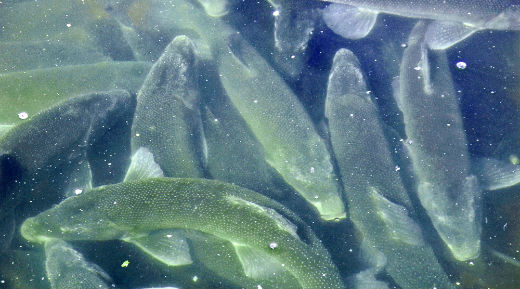
Deltistes luxatus
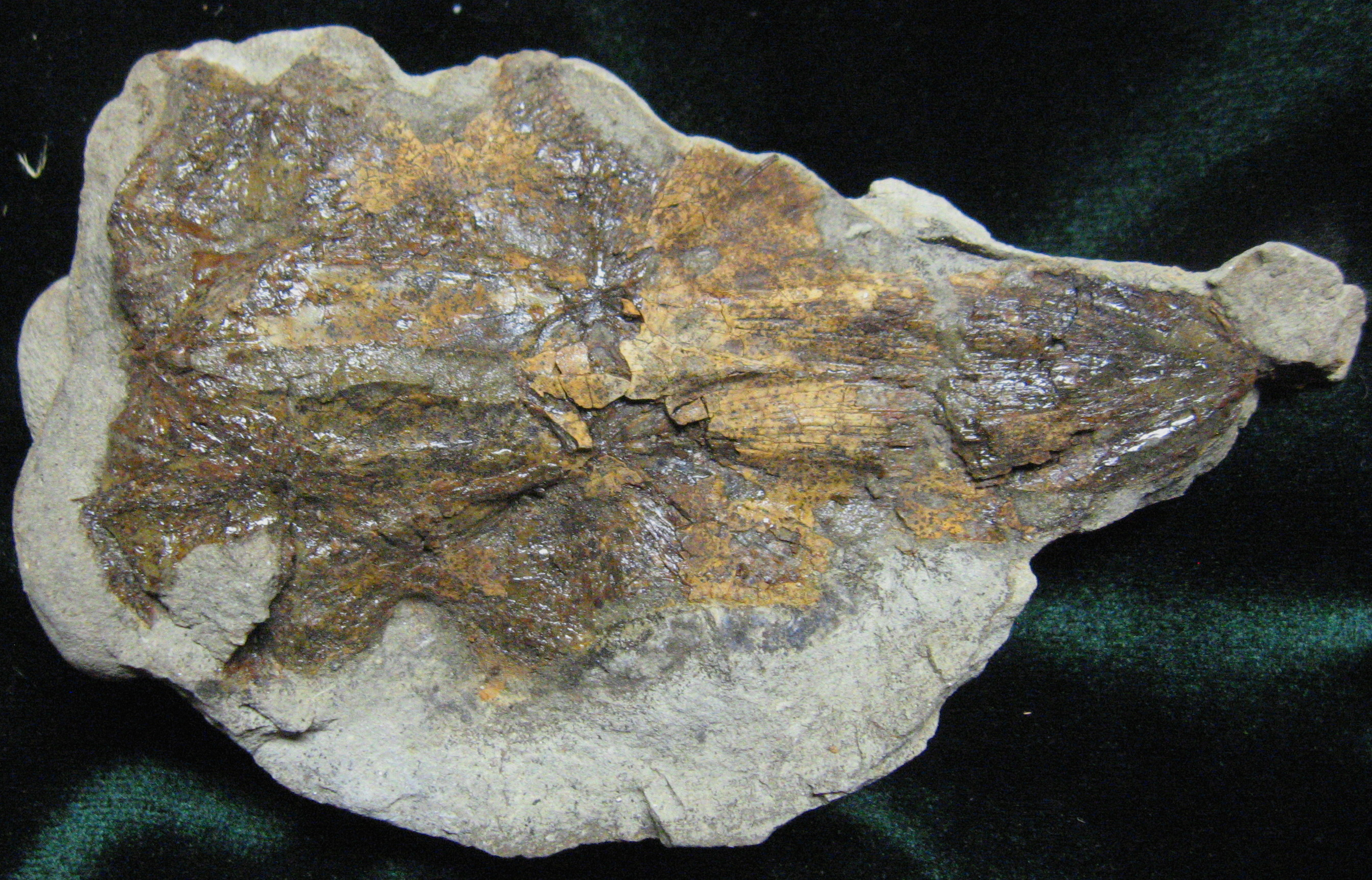
Fossile de Deltistes Owyhee.